# USS Laws (DD-558)
USS Laws (DD-558) là một tàu khu trục lớp Fletcher được Hải quân Hoa Kỳ chế tạo trong Chiến tranh Thế giới thứ hai. Nó là chiếc tàu chiến duy nhất của Hải quân Mỹ được đặt theo tên Alexander Laws, người phục vụ trong hải quân trong các cuộc Chiến tranh Quasi và Chiến tranh Barbary thứ nhất. Nó hoạt động cho đến hết Thế Chiến II, xuất biên chế năm 1946 nhưng lại cho nhập biên chế trở lại năm 1951 để phục vụ trong Chiến tranh Triều Tiên, tiếp tục hoạt động cho đến năm 1964 và bị bán để tháo dỡ năm 1973. Nó được tặng thưởng chín Ngôi sao Chiến trận trong Thế Chiến II, và thêm hai Ngôi sao Chiến trận khác tại Triều Tiên.

## Thiết kế và chế tạo
Laws được đặt lườn tại xưởng tàu của hãng Seattle-Tacoma Shipbuilding Corporation ở Seattle, Washington vào ngày 19 tháng 5 năm 1942. Nó được hạ thủy vào ngày 22 tháng 4 năm 1943; được đỡ đầu bởi bà Mary A. Farwell; và nhập biên chế vào ngày 18 tháng 11 năm 1943 dưới quyền chỉ huy của Hạm trưởng, Trung tá Hải quân Lester O. Wood.

## Lịch sử hoạt động

### 1944
Sau khi hoàn tất chạy thử máy, Laws rời San Francisco, California vào ngày 11 tháng 2 năm 1944, và tham gia lực lượng trên tuyến đầu tại Kwajalein vào ngày 4 tháng 3. Sau hai tuần lễ huấn luyện chống tàu ngầm, chiếc tàu khu trục khởi hành vào ngày 20 tháng 3 để hộ tống một đội tiếp nhiên liệu, hỗ trợ cho các cuộc bắn phá Palau, Yap và Ulithi. Nó tiếp tục hoạt động hộ tống trong tháng tiếp theo, bảo vệ cho các tàu chở dầu khi chúng tiếp nhiên liệu cho các đơn vị trong quá trình chiến dịch tại Hollandia.
Sau một đợt nghỉ ngơi ngắn tại Trân Châu Cảng, Laws đi đến đảo Roi vào ngày 8 tháng 6 để gia nhập một đội đặc nhiệm tàu sân bay trên đường đi Saipan. Đến nơi vào ngày 15 tháng 6, nó bảo vệ cho các tàu sân bay khi chúng tung các đợt không kích mạnh mẽ xuống các mục tiêu tại quần đảo Mariana. Hai ngày sau, trong khuôn khổ Trận chiến biển Philippine, máy bay cất cánh từ tàu sân bay đối phương tìm cách xâm nhập qua hàng rào phòng thủ để tấn công; các khẩu pháo 5 in (130 mm) của chiếc tàu khu trục đã dựng nên lưới phòng không dày đặc, bắn rơi hai máy bay đối phương và trợ giúp vào việc bắn rơi một chiếc khác. Nó tiếp tục ở lại khu vực Saipan, tuần tra và bảo vệ cho đến giữa tháng 8.
Kế hoạch tái chiếm Philippines cần có thêm những căn cứ khác để tập trung tàu bè và máy bay, và nhóm quần đảo Palau đã được chọn. Vì thế Laws lên đường cùng đội tàu sân bay vào ngày 29 tháng 8, sẵn sàng hoạt động trong khi các bãi đổ bộ bị vô hiệu chuẩn bị cho cuộc đổ bộ. Vào ngày 9 tháng 9, lực lượng chuyển sự chú ý lên chính Philippines, khi họ không kích xuống Mindanao. Trên đường đi đến mục tiêu, máy bay trinh sát phát hiện một lực lượng 40 tàu nhỏ của Hải quân Nhật Bản ngoài khơi Sanco Point; hai tàu tuần dương, Laws và ba tàu khu trục khác được phái đi đánh chặn. Máy bay cất cánh từ tàu sân bay đã bắt đầu tấn công khi lực lượng tuần dương-khu trục đi đến nơi. Đối thủ tỏ ra không xứng tầm với lực lượng Hoa Kỳ, và Laws cùng các tàu khác dễ dàng tiêu diệt đoàn tàu vận tải. Nó tiếp tục hộ tống các tàu sân bay cho đến khi đi đến Ulithi vào ngày 1 tháng 10.
Lại ra khơi vào ngày 6 tháng 10, Laws tham gia cùng các tàu sân bay khi chúng không kích lên Đài Loan và Okinawa trước khi đi đến Leyte hai tuần sau đó. Nó hiện diện ngoài khơi hỗ trợ cho cuộc đổ bộ lên đảo này vào ngày 20 tháng 10. Nếu Philippines bị Đồng Minh chiếm đóng, tuyến đường tiếp liệu huyết mạch từ Đông Ấn thuộc Hà Lan đến chính quốc Nhật Bản sẽ bị ảnh hưởng nghiêm trọng, do đó Nhật Bản đã cố gắng phản công bằng toàn bộ sức mạnh hạm đội còn lại.
Máy bay từ tàu sân bay của Lực lượng Đặc nhiệm 38, đơn vị mà Laws được phối thuộc, đã phát hiện ra Lực lượng Trung tâm Nhật Bản vào ngày 24 tháng 10, khi đối phương di chuyển về hướng eo biển San Bernardino. Các cuộc không kích từ tàu sân bay đã đánh chìm thiết giáp hạm Musashi trong Trận chiến biển Sibuyan diễn ra sau đó. Trong khi máy bay ném bom và máy bay ném bom-ngư lôi tiếp tục tấn công các tàu chiến khác thuộc Lực lượng Trung tâm dưới quyền Phó đô đốc Takeo Kurita, Đô đốc William Halsey vẫn cho máy bay trinh sát truy tìm lực lượng tàu sân bay đối phương. Khi họ phát hiện lực lượng này dưới quyền Phó đô đốc Jisaburō Ozawa vào lúc xế trưa về phía Bắc Luzon, Laws được lệnh tháp tùng các tàu sân bay vượt lên phía Bắc để truy đuổi. Đi đến tầm tấn công vào sáng sớm hôm sau, các tàu sân bay tung ra nhiều đợt không kích kéo dài cả ngày trong Trận chiến mũi Engaño, đánh chìm bốn tàu bân bay và một tàu khu trục.
Trong khi đó, phía Nhật Bản chịu đựng một thất bại khác khi Lực lượng phía Nam dưới quyền Phó đô đốc Shoji Nishimura bị đánh bại trong Trận chiến eo biển Surigao, và Lực lượng Trung tâm của Kurita không thể hoàn thành nhiệm vụ tiêu diệt lực lượng đổ bộ ngoài khơi Samar. Sau khi kết thúc các hoạt động được gọi chung là trận Hải chiến vịnh Leyte, Nhật Bản đã mất Philippines, phần lớn Hải quân và mọi hy vọng có thể chiến thắng cuộc chiến tranh. Như Bộ trưởng Hải quân Nhật Bản, Đô đốc Mitsumasa Yonai, nhớ lại: "… thất bại tại Leyte tương đương với việc mất Philippines. Khi họ chiếm được Philippines, chúng ta mất mọi nguồn tài nguyên cần thiết".

### 1945
Laws tiếp tục hộ tống các tàu sân bay khi chúng không kích lực lượng Nhật Bản tại Leyte và Luzon trong thời gian còn lại của năm 1944. Lên đường cùng các tàu sân bay vào cuối tháng 12, nó hỗ trợ cho cuộc đổ bộ lên Luzon vào ngày 6 tháng 1 năm 1945. Sau đó lực lượng tung ra các cuộc không kích lên Đài Loan và dọc theo bờ biển phía Nam Trung Quốc trước khi rút lui để được tiếp liệu tại Ulithi.
Lên đường vào ngày 10 tháng 2, Laws tham gia một đơn vị cột mốc radar canh phòng được xác lập để cảnh báo sớm các cuộc không kích của đối phương cho lực lượng tàu sân bay. Vào ngày 19 tháng 2, nó hộ tống các tàu sân bay trong cuộc tấn công lên Iwo Jima, một tiền đồn nguyên là đảo núi lửa cần thiết để xây dựng một đường băng hạ cánh khẩn cấp cho máy bay ném bom B-29 Superfortress. Sau khi hỗ trợ cho cuộc đổ bộ và tiếp tục hỗ trợ cho đến khi hoàn tất việc bình định, nó rút lui về Ulithi vào ngày 12 tháng 3.
Tham gia cuộc đổ bộ lên Okinawa, chốt chặn cuối cùng trên con đường đến chính quốc Nhật Bản, Laws khởi hành từ Ulithi vào ngày 21 tháng 3 để tuần tra trước kế hoạch đổ bộ vào ngày 1 tháng 4. Nó hỗ trợ cho các hoạt động quét mìn và của các đội phá hoại dưới nước. Vào ngày 6 tháng 4, nó bắn rơi một máy bay tiêm kích Mitsubishi A6M "Zeke" đang tìm cách xâm nhập đội hình hạm đội. Chiếc tàu khu trục tiếp tục ở lại ngoài khơi Okinawa cho đến khi hòn đảo được bình định, rồi tiếp tục hoạt động tại khu vực phụ cận cho đến khi chiến tranh kết thúc.
Sau khi Nhật Bản đầu hàng, Laws rời Ulithi vào ngày 7 tháng 9 để quay trở về Hoa Kỳ, về đến Bremerton, Washington vào ngày 15 tháng 9. Cuối năm đó, nó di chuyển đến San Diego, California, nơi nó được cho xuất biên chế vào ngày 10 tháng 12 năm 1946.

### 1951 – 1964
Nhu cầu có thêm tàu chiến để hỗ trợ cho cuộc Chiến tranh Triều Tiên đã khiến Laws được cho nhập biên chế trở lại vào ngày 2 tháng 11 năm 1951 tại Xưởng hải quân Long Beach dưới quyền chỉ huy của Trung tá Hải quân Willard Y. Howell. Sau một năm được hiện đại hóa và tham gia huấn luyện tìm-diệt, nó khởi hành từ San Diego vào ngày 13 tháng 11 năm 1952 để phục vụ tại Viễn Đông. Đi đến Yokosuka, Nhật Bản vào ngày 22 tháng 12, nó gia nhập Lực lượng Đặc nhiệm 77 bốn ngày sau đó, và hướng sang vùng bờ biển phía Tây bán đảo Triều Tiên. Từ tháng 1 năm 1953, chiếc tàu khu trục hộ tống các tàu sân bay ngoài khơi bờ biển trong các hoạt động không kích hỗ trợ chiến đấu.
Vào ngày 19 tháng 2, Laws di chuyển một cách độc lập đến đảo Nando, nơi nó bắn phá bờ biển hỗ trợ cho Sư đoàn 15 Hàn Quốc khi vô hiệu hóa hai khẩu đội pháo đối phương vào ngày 6 tháng 3, và tiếp tục hoạt động hỗ trợ lực lượng Hoa Kỳ tại Triều Tiên cho đến tháng 5, khi nó lên đường tuần tra ngoài khơi Đài Loan. Nó hoàn tất lượt phục vụ tại Viễn Đông vào tháng 7, và về đến San Diego vào ngày 20 tháng 7. Sau khi hoạt động tại chỗ theo lịch huấn luyện chiến thuật trong bảy tháng tiếp theo, chiếc tàu khu trục lại lên đường cho lượt bố trí thứ hai tại khu vực Tây Thái Bình Dương vào ngày 3 tháng 3 năm 1954. Nó tham gia các hoạt động gìn giữ hoà bình của Đệ Thất hạm đội, đặt trong tư thế sẵn sàng suốt mùa Hè nhằm hỗ trợ cho lực lượng Trung Hoa dân quốc tại quần đảo Đại Trần thuộc Chiết Giang, Trung Quốc. Nó quay trở về San Fdiego vào ngày 12 tháng 9, tiếp tục các hoạt động huấn luyện thường lệ trong thời gian còn lại của năm. Từ năm 1955 đến năm 1957, nó thực hiện chuyến đi thường lệ sang Viễn Đông, hoạt động cùng Đệ Thất hạm đội để huấn luyện và tuần tra tại eo biển Đài Loan.
Vào ngày 1 tháng 7 năm 1958, Laws được điều động sang Đội Hộ tống Dự bị 12 để hoạt động như một tàu huấn luyện. Nó tiến hành các chuyến đi huấn luyện quân nhân dự bị dọc theo bờ biển suốt từ Mazatlán, Mexico cho đến Canada, cho đến ngày 2 tháng 2 năm 1962, khi nó lên đường cho một chuyến đi khác sang Viễn Đông. Chiếc tàu khu trục đã thực tập cùng Hải quân Cộng hòa Hàn Quốc và Hải quân Trung Hoa dân quốc, đặt trong tình trạng báo động vào lúc diễn ra cuộc khủng hoảng tại Lào. Quay trở về San Francisco vào ngày 17 tháng 7, nó tiếp nối nhiệm vụ huấn luyện nhân sự Hải quân Dự bị cho đến khi được cho xuất biên chế tại Xưởng hải quân Mare Island, Vallejo, California vào ngày 30 tháng 3 năm 1964, và được đưa về Đội khu trục Dự bị 271 thuộc nhóm Mare Island vào ngày 1 tháng 4 năm 1964.
Laws được cho rút khỏi danh sách Đăng bạ Hải quân vào ngày 15 tháng 4 năm 1973, và được bán cho hãng American Ship Dismantlers, Inc. ở Portland, Oregon vào ngày 3 tháng 12 năm 1973 để tháo dỡ.

## Phần thưởng
Laws được tặng thưởng chín Ngôi sao Chiến trận do thành tích phục vụ trong Thế Chiến II, và thêm hai Ngôi sao Chiến trận khác trong Chiến tranh Triều Tiên.